# Mirror Mirror (bài hát của M2M)
"Mirror Mirror" là một bài hát thu âm bởi ban nhạc pop gốc Na Uy M2M. Nó được phát hành làm đĩa đơn từ album phòng thu đầu tiên của họ Shades of Purple. Ca khúc là một hit của nhóm tại đây và đến tháng 7 năm đó đã được cấp chứng nhận Vàng bởi Hiệp hội Công nghiệp Ghi âm Hoa Kỳ.
Bài hát được cover bởi ca sĩ nhạc pop người Mỹ Taylor Horn trong album năm 2006 của cô, Changes.

## Danh sách bài hát
- Quảng cáo Hoa Kỳ

1. Mirror Mirror [Phiên bản Album] – 3:19
2. Mirror Mirror [Crossover Mix] – 3:50
3. Mirror Mirror [Power Dance Mix] – 4:12

- Đĩa đơn Hoa Kỳ

1. Mirror Mirror [Phiên bản Album] – 3:19
2. Don't Say You Love Me [Phiên bản Acoustic] – 3:14

- Maxi-CD Hoa Kỳ (Phát hành: 17 tháng 3 năm 2000)

1. Mirror Mirror [Phiên bản Album] – 3:19
2. Mirror Mirror [Crossover Mix] – 3:50
3. Mirror Mirror [Power Dance Mix] 4:12
4. Mirror Mirror [Extended Power Dance Mix] – 5:55
5. Don't Say You Love Me [Phiên bản Acoustic] – 3:14

- Maxi-CD Úc

1. Mirror Mirror [Phiên bản Album] – 3:19
2. Don't Say You Love Me [Tin Tin Out Remix] – 3:32
3. Mirror Mirror [Crossover Mix] – 3:50

## Xếp hạng
| Bảng xếp hạng (2000)     | Vị trí cao nhất |
| ------------------------ | --------------- |
| Hoa Kỳ Billboard Hot 100 | 62              |
| Úc (ARIA)                | 30              |

### Chứng nhận
| Quốc gia      | Chứng nhận | Doanh số |
| ------------- | ---------- | -------- |
| Hoa Kỳ (RIAA) | Vàng       | 500.000  |